# TEAM Transportes Aéreos
A TEAM Transportes Aéreos foi uma empresa aérea brasileira com sede na cidade do Rio de Janeiro, estado do Rio de Janeiro.
Ela possuiu em seu último ano de operação 3 aeronaves Let L-410E UVP. Seus destinos eram Rio de Janeiro (HUB), Macaé, Paraty, Angra dos Reis, Vitória e São José dos Campos. Em 2006 a companhia teve a queda de um dos seus LET410, o PR-FSE, chocando-se contra um morro próximo de Barra de São João, dos 19 a bordo todos faleceram. Ainda pertencem à companhia as aeronaves PR-IMO e PR-AIA. A empresa apesar de ter um crescimento muito reduzido teve planos de expansão, entre eles incorporar um terceiro avião, mas devido a sequelas desde a queda de um dos seus Let L-410E UVP em 2006 e outros problemas deixou de operar no ano de 2012, quando seu certificado de operações foi suspenso, e posteriormente cassado em 3 de outubro de 2014.